# Nick Drake-Lee
Nick Drake-Lee (ur. 7 kwietnia 1942 w Kettering, zm. 22 stycznia 2021) – angielski rugbysta grający na pozycji flara młyna, reprezentant kraju, triumfator Pucharu Pięciu Narodów edycji 1963.

## Życiorys
Grać w rugby zaczynał w lokalnym klubie Kettering RFC. Uczęszczał do Stonyhurst College, a następnie studiował historię w Downing College wchodzącym w skład University of Cambridge. Przez trzy sezony grał w barwach uniwersyteckiego zespołu rugby, w tym trzykrotnie (1961–1963) w Varsity Match przeciwko drużynie z Oxford, będąc także członkiem niepokonanej w czternastu spotkaniach sezonu 1961.
W styczniu 1962 roku zadebiutował w klubie Leicester, w którego pierwszym zespole do końca sezonu 1964/65 zagrał siedemdziesiąt dwa razy zdobywając siedem przyłożeń, powrócił następnie na jeden mecz w listopadzie 1968 roku. Grał także dla klubów Manchester Rugby Club i Waterloo F.C. oraz hrabstw East Midlands i Lancashire (w tym w finale mistrzostw angielskich hrabstw).
W latach 1963–1965 rozegrał osiem testmeczów dla angielskiej reprezentacji zdobywając jedno przyłożenie – podczas zwycięskiej kampanii w Pucharze Pięciu Narodów 1963.
Po zakończeniu kariery zawodniczej nie utracił kontaktu ze sportem, bowiem w Kettering RFC pełnił rolę działacza i trenera. Jego syn, Bill Drake-Lee, w barwach Leicester rozegrał w latach dziewięćdziesiątych 85 spotkań.